# Кисельов Євген Олексійович
Євге́н Олексі́йович Кісєльо́в (рос. Евгений Алексеевич Киселёв; нар. 15 червня 1956, Москва, РРФСР, СРСР) — радянський, російський і український журналіст, медіаменеджер, політичний оглядач та блогер. Ведучий телеканалів «Інтер», «Прямий», «Україна 24» тощо.

## Життєпис
Народився 1956 року в Москві.
У 1979 році з відзнакою закінчив історико-філологічний факультет Інституту країн Азії та Африки при МДУ ім. М. В. Ломоносова за спеціальністю «історик-сходознавець», з 1977 по 1978 рік проходив стажування в Ірані.
З 1979 по 1981 рік проходив строкову службу в Афганістані, де працював перекладачем у групі радянських військових радників.
З 1981 по 1984 рік викладав перську мову у Вищій школі КДБ СРСР імені Ф. Е. Дзержинського.
У 1984 році почав працювати спочатку на радіо, у Головній редакції мовлення на країни Близького та Середнього Сходу Держтелерадіо СРСР, а з 1987 року — на телебаченні, у Головній редакції інформації ЦТ (програма «Час»). Незабаром став одним із ведучих ранкових інформаційних програм («90 хвилин» — «120 хвилин»), спеціальним кореспондентом, знімав репортажі для програм «Час», «До і після півночі», «Сім днів», «Міжнародна панорама». У добу гласності став першим радянським новинарем, який представив цілу серію репортажів з Ізраїлю.
У 1991 році став одним з творців телепрограми «Вести». У січні 1992 року відбувся дебют авторської програми «Итоги» на першому каналі РДТРК «Останкино». З 1993 року програма «Итоги» виходила на каналі НТВ, а з квітня 2001 року — на ТВ-6.
Улітку 1993 року Євгеній Кісєльов разом з Володимиром Гусинським, Ігорем Малашенком, Олегом Добродєєвим та іншими став співзасновником нової телекомпанії НТВ. Восени того ж року Кисельов стає директором каналу, віцепрезидентом та головою ради директорів телекомпанії НТВ. У січні 2000 року обійняв посаду генерального директора.
14 квітня 2001 року після переходу НТВ під фактичний контроль держави в особі «Газпрому» Кісєльов з більшою частиною журналістського колективу телекомпанії перейшов на канал ТВ-6, де посів крісло генерального директора телекомпанії. ТВ-6 була закрита за ухвалою Вищого арбітражного суду РФ у січні 2002 року.
З 2002 по 2003 рік Кисельов був головним редактором телеканалу ТВС, який було закрито за наказом Міністерства друку РФ у червні 2003 року.
З 2003 по 2005 рік був головним редактором тижневика «Московские новости».
З вересня 2005 по жовтень 2006 року був ведучим авторської програми «Разбор полётов» на радіо «Ехо Москви».
З грудня 2006 року був ведучим програми «Власть с Евгением Киселёвым» на радіо «Ехо Москви» і супутниковому телеканалі RTVi. Одночасно — ведучий історико-просвітницької програми «Наше всё» на «Ехо Москви».
З червня 2008 по 4 жовтня 2009 року суміщав роботу на «Ехо Москви» і RTVi з обов'язками головного редактора-консультанта телекомпанії ТВі (Україна). В останньому випуску своєї авторської підсумкової програми «Наверху» повідомивши про те, що вирішив, після довгих роздумів, залишити телеканал. Це було обумовлено, на його думку, здійсненням в той день «силової спроби» тиску на канал з боку Костянтина Кагаловського.
З 25 вересня 2009 року по грудень 2012 року вів суспільно-політичне ток-шоу «Велика політика з Євгенієм Кисельовим» на телеканалі «Інтер».
З 14 лютого по 2 жовтня 2013 року був директором компанії «Національні інформаційні системи» телеканалу «Інтер» — продакшену, який виробляв всі інформаційні програми і випуски новин для телеканалу.
З 9 червня по 29 вересня 2013 року був ведучим програми «Подробиці тижня» на «Інтері».
З 2 жовтня 2013 року був штатним радником керуючого директора Group DF Бориса Краснянського та ведучий ток-шоу «Чорне дзеркало» на телеканалі «Інтер».
15 квітня 2016 року, закінчуючи черговий випуск ток-шоу, повідомив в прямому ефірі, що залишає телеканал, щоб спробувати себе у нових проєктах в незалежній політичній журналістиці.
10 червня 2016 року Євген Кисельов повідомив про порушення проти нього кримінальної справи у Російській Федерації через його висловлювання на підтримку Надії Савченко. За його словами справа відкрита за ст. 205.2 Кримінального кодексу РФ (публічні заклики до здійснення терористичної діяльності або публічне виправдання тероризму) з максимальною мірою покарання 7 років позбавлення волі. Євген Кисельов у відкритому зверненні до Президента України Петра Порошенка закликав на державному рівні вирішити питання про надання політичного притулку російським опозиціонерам.
Із серпня 2017 року з моменту запуску українського телеканалу «Прямий» працював там ведучим інформаційних програм і ток-шоу. За словами журналіста, з телекомпанії його намагалися звільнити й на два місяці відсторонили від ефіру за відмову підтримувати Петра Порошенка на президентських виборах. У серпні 2019 року ведучий заявив про звільнення із телеканалу. У листопаді 2019 року журналіст запустив власний канал на Youtube. Перший випуск програми вийшов 1 листопада 2019 року і з того часу Кисельов розміщує власні програми, паралельно працюючи ведучим Радіо «НВ».
З вересня 2019 року був ведучим авторської програми інтерв'ю «Особистий код» на Радіо «НВ».
19 січня 2020 року в ефірі інформаційного телеканалу «Україна 24» стартувала авторська аналітична програма про події в Україні та світі «Реальна політика з Євгеном Кисельовим». Проєкт виходив з 19 січня 2020 року по 20 лютого 2022 року.
З 11 червня по 27 серпня 2021 року — ведучий підсумкової програми «Велика п'ятниця» на каналі «Україна 24».
З 10 березня по 21 липня 2022 року — ведучий інформаційного блоку телеканалу «Україна 24» у російськомовному телемарафоні «FREEДОМ».

## Статус в Україні та позиціонування
З 2010 року Євген Кисельов позиціонує себе як український журналіст
2013 року журналіст висловив бажання отримати українське громадянство:
 — заявив Євгеній Кисельов ЗМІ. Проте позитивної відповіді від тодішнього Президента України не отримав.
2018 року журналіст підтвердив, що його офіційним статусом в Україні залишається статус біженця
1 жовтня 2022 року Євген Кисельов повідомив, що написав заяву з проханням надання українського громадянства та зобов'язався вийти з російського
2025 року підтвердив, що досі залишається громадянином РФ та вважає це непорозумінням:
Також він нагадував, що працює в українських засобах масової інформації. Крім того, журналіст зазначає:
.

## Нагороди
- У 1995 році — Міжнародна премія за свободу преси[en] від Комітету захисту журналістів.
- У 1996 році — премія «ТЕФІ» Російської національної телевізійної академії за найкращу телевізійну аналітичну програму («Итоги»).
- У 1999 році — лауреат премії «Телегранд», яку вручають за внесок у розвиток російського телебачення і радіомовлення.
- У 2000 році — лауреат премії «ТЕФІ» за ток-шоу «Глас народа». У тому самому році нагороджений премією «Золотое перо России» Спілки журналістів РФ.